# Steatoda grossa
Steatoda grossa, comúnmente conocida como la araña del armario, es una especie de araña común dentro del género Steatoda. Con frecuencia se confunde con algunas especies del género Latrodectus (viudas negras). Es una especie cosmopolita que se encuentra en varias partes del mundo incluyendo América del Norte, Australasia, Europa y recientemente ha colonizado algunas partes de América del Sur.

## Descripción
S. grossa mide entre 6 a 10,5 mm de largo y de color oscuro, con un abdomen bulboso y redondeado. Los rangos típicos de colores son de púrpura-marrón a negro, con marcas de color claro. A diferencia de la viuda negra y otras especies de Latrodectus con manchas rojas en su espalda con forma de reloj de arena, S. grossa no posee estas manchas.
Al igual que muchas arañas, el macho siempre es más pequeño, aunque veces llega a ser tan grande como la hembra. Mide de 4,1 mm a 10 mm y son más delgados que las hembras. Ambos sexos son de coloración similar, aunque el macho sexualmente maduro es más claro, con sus patas más rojizas que las hembras.
Pueden soportar varios meses sin alimentarse, siempre y cuando tengan acceso al agua. Las hembras pueden poner 3 o más sacos de huevos por año, cada saco contiene de 40 a 100 huevos. En los hogares con temperatura normal, los huevos nacen al mes de haber sido puestos. Las arañitas son independientes desde el momento en que nacieron.
Las hembras viven hasta 6 años, en cambio los machos viven entre 1 a 1,5 años, estos mueren poco después del apareamiento.